# Sœurs missionnaires de l'apostolat catholique
Les Sœurs missionnaires de l'apostolat catholique (en latin : Congregatio Sororum Missionariarum Apostolatus Catholici) sont une congrégation religieuse féminine missionnaire de droit pontifical.

## Histoire
En 1886, l'Empire allemand autorise les prêtres catholiques allemands, et en particulier les religieux Pallottins, d'ouvrir des missions au Kamerun qui fait alors partie de l'Empire colonial allemand. (cf. Missions pallottines du Cameroun).
En 1892, les sœurs pallottines ouvrent un séminaire apostolique à Rome pour ces missions. En 1895, les sœurs d'Allemagne se retirent à Limbourg-sur-la-Lahn où elles se développent en tant que branche autonome.
Les sœurs de la branche allemande sont érigées dans une congrégation autonome en 1901 par l'évêque du Limbourg. Après la Première Guerre mondiale et la perte de l'Empire colonial allemand, les religieuses commencent à se propager dans d'autres pays. L'institut obtient le décret de louange le 13 juillet 1964. 

## Activités et diffusion
Les sœurs se dédient essentiellement à l'apostolat missionnaire.
Elles sont présentes en:  
- Europe : Allemagne, Biélorussie, France, Italie, Pologne, Angleterre, Suisse, Ukraine.
- Afrique : Cameroun, République démocratique du Congo, Rwanda, Afrique du Sud, Tanzanie.
- Amérique : Belize, Brésil, États-Unis.
- Asie : Inde, Sibérie.

La maison-mère est à Rome, via delle Mura Aureliane. 
En 2017, la congrégation comptait 576 religieux dans 79 maisons.